# An Khánh, Thái Nguyên
An Khánh là một xã ở phía tây nam của tỉnh Thái Nguyên, Việt Nam.

## Địa lý
Xã An Khánh có vị trí địa lý:
- Phía đông giáp xã Vô Tranh, phường Quan Triều và phường Quyết Thắng
- Phía tây giáp xã Đại Phúc
- Phía nam giáp xã Đại Phúc
- Phía bắc giáp xã Phú Lạc, xã Phú Lương và xã Vô Tranh.

Xã An Khánh có diện tích 45,09 km², dân số năm 2025 là 20.104 người. Khu vực được định hướng là vùng phát triển công nghiệp, thương mại dịch vụ nhỏ, và làng nghề cá giống Cù Vân. Hạ tầng giao thông trên địa bàn xã có tuyến quốc lộ 37, tuyến đường sắt Quan Triều - Núi Hồng chuyên chở khoáng sản chạy qua. Xã An Khánh có suối Phượng Hoàng, một phụ lưu nhỏ của sông Cầu, một phần của xã nằm trên lưu vực sông Đu. Ngoài ra, xã cũng có hồ Phượng Hoàng, một hồ chứa nhân tạo với mục đích tưới tiêu. Trên địa bàn xã hiện có nhà máy nhiệt điện An Khánh 1 và nhà máy xi măng Quan Triều.

## Lịch sử
Tháng 6 năm 2025, xã An Khánh được thành lập trên cơ sở nhập toàn bộ diện tích tự nhiên, quy mô dân số của xã An Khánh (diện tích tự nhiên 14,62 km2; dân số là 6.792 người); xã Cù Vân (diện tích tự nhiên 15,82 km2; dân số là 7.642 người); xã Hà Thượng (diện tích tự nhiên 14,65 km; dân số là 5.670 người) của huyện Đại Từ. Trụ sở làm việc của xã nằm tại trụ sở xã Cù Vân cũ.

## Hành chính
Đến năm 2009, xã An Khánh được chia thành 17 xóm: Hàng, Đạt, Đá Thần, An Thanh, Sòng, Đoàn Kết, Thác Vạng, Tân Bình, Đồng Bục, Ngò, Đầm, Đồng Sầm, An Bình, Bãi Chè, Chầm Hồng, Cửa Nghè, Tân Tiến.  Năm 2019, sáp nhập xóm Cửa Nghè và xóm Chầm Hồng thành xóm Hồng Nghè.
Đến năm 2009, xã Cù Vân được chia thành 13 xóm: 1, 2, 3, 4, 5, 6, 7, 8+9, 10, 11, 12, 13, 14.
Đến năm 2009, xã Hà Thượng được chia thành 13 xóm: 1, 2, 3, 4, 5, 6, 7, 8, 9, 10, 11, 12, 13.